# Вобст, Густав Фёдорович
Густав Фёдорович Вобст (1832—1895) — главный садовник московского Ботанического сада.

## Биография
Родился в 1832 году в имении Гейда близ саксонского городка Вурцена.
В течение пяти лет учился в садовом заведении Ф. Шумана под Лейпцигом, затем три года учился в садовом училище К. Вагнера в Лейпциге. После обучения два года работал в садовом питомнике Э. Либиха в Дрездене, после чего в конце 1855 года был приглашён в Санкт-Петербург заведовать оранжереями графа К. В. Нессельроде. С 1857 года он стал заведовать садовым хозяйством великой княгини Елены Павловны.
В 1862 году в Москву были приглашены для работы в будущей Петровской земледельческой и лесной академии: Р. И. Шредер — главным садовником, а Г. Ф. Вобст — заведующим оранжерей. С 1865 года Вобст преподавал в Академии.
С ноября 1870 года до дня своей кончины он прослужил на должности главного садовника в Ботаническом саду Московского университета, сыграв заметную роль в развитии коллекционных фондов сада, который обогатился множеством растений. Особенное внимание Вобст уделял страстно любимым им орхидеям и азалиям; появились также Виктории регии, для которых была создана специальная оранжерея. В начале 1870-х годов В. А. Хлудов подарил саду коллекцию орхидей из Рангуна. Крупная коллекция орхидей была куплена Вобстом у Н. С. Львова. В начале 1880-х годов Вобст привёз из заграницы 400 оранжерейных и тепличных растений.
При Вобсте были осуществлены работы по очистке заросших прудов, осушению территории сада. В 1878 году, на сэкономленные средства, им был построен «павильон» — лёгкая летняя постройка, в которой в летнее время проводились занятия со студентами.
Опекал он и оранжереи в особняках В. А. Морозовой на Воздвиженке и Большой Алексеевской улице. Также он давал советы Хлудову, который имел домашнюю оранжерею, пристроенную к особняку в Хлудовском тупике (сейчас Хомутовский), а также сад, тянувшийся от этого дома в сторону Ново-Басманной улицы. Кроме того, он принимал непосредственное участие в создании сочинского Хлудовского парка, который ныне известен как парка Ривьера. К Вобсту обращались, советуясь по поводу обустройства территории и другого проекта Хлудовых — Хлудовской больницы в Кисловодске.
Умер в Москве 2 (14) октября 1895 года. Похоронен на Введенском кладбище. Должность главного садовника Ботанического сада занял Г. Г. Треспе.
В его честь Р. И. Шредер назвал подмосковную иву (Salix wobsti) и вид тополя — тополь Вобста (Populus × wobsti). Порода тополя, полученная искусственным опылением и выращенная Вобстом, была названа Populus Rasumowskoe.